# Mi nombre
Mi nombre (en hangul: 마이 네임; RR: Mai Neim, en inglés, My Name, también conocida como Nemesis o Undercover), es una serie de televisión surcoreana de suspense y acción estrenada el 15 de octubre de 2021 a través de Netflix.

## Sinopsis
El drama sigue a Yoon Ji-woo, una mujer que se une a una red de crimen organizado y se infiltra en la policía como agente encubierta para descubrir la verdad sobre la muerte de su padre.

## Reparto[7]

### Personajes principales
| Actor         | Personaje                              | N.º de episodios | Notas |
| ------------- | -------------------------------------- | ---------------- | --- |
| Han So-hee    | Yoon Ji-woo / Oh Hye-jin / Song Ji-woo | 8                | Es una joven miembro de una red del crimen organizado que se infiltra como oficial de policía para descubrir la verdad sobre la muerte de su padre. Ji-woo alberga una fría venganza hacia él o los responsables de la muerte de su padre.       |
| Park Hee-soon | Choi Moo-jin                           | 8                | Es el jefe de "Dong Cheon Pa", la red de drogas más grande de Corea. Moo-jin ayuda a Ji-woo a pasar desapercibida a través de varios métodos, sin embargo sus verdaderos motivos no son claros.                                                  |
| Ahn Bo-hyun   | Det. Jeon Pil-do                       | -                | Es un trabajador y riguroso detective de la policía en la unidad de investigación de drogas. Cuando Ji-woo se une a la policía, él se convierte en su compañero. Pil-do también busca vengarse y en el pasado fue un prometedor jugador de judo. |
| Kim Sang-ho   | Cha Ki-ho                              | -                | Es el líder del equipo de la Unidad de Investigación de Drogas. Ki-ho ha sido enemigo de Choi Moo-jin durante mucho tiempo y le prometió acabar con su red de crímenes antes de retirarse.                                                       |
| Lee Hak-joo   | Jung Tae-joo                           | -                | Es el leal subordinado de Choi Moo-jin en su red de drogas Debido a su fuerte lealtad por Moo-jin, este lo considera como su socio de mayor confianza.                                                                                           |
| Jang Yool     | Do Kang-jae                            | -                | Es un antiguo miembro de la red de drogas, quien después de causar problemas y ser expulsado del grupo, jura vengarse de ellos. |
| Yoon Kyung-ho | Yoon Dong-hoon / Song Joon-soo         | -                | Es el padre de Yoon Ji-woo y amigo de Choi Moo-jin. Fue asesinado. |

### Personajes secundarios
| Actor         | Personaje    | N.º de episodios | Notas  |
| ------------- | ------------ | ---------------- | ------ |
| Im Ki-hong    | -            | -                |        |
| Moon Sang-min | Ko Gun-pyung | -                | [ 13 ] |
| Kwon Hae-hyo  | Oh Pil-jae   |                  | [ 14 ] |

### Otros personajes
| Actor          | Personaje | N.º de episodios | Notas                                   |
| -------------- | --------- | ---------------- | --------------------------------------- |
| Park Hyung-jun | -         | -                | Es un miembro de la banda de Dongcheon. |

## Episodios
La serie está conformada por ocho episodios, los cuales fueron transmitidos a través de la plataforma Netflix.
Tres de los ocho episodios se proyectaron en el 26º Festival Internacional de Cine de Busan en la sección 'En pantalla' recién creada, el 7 de octubre de 2021.

## Producción
La serie también es conocida como "Undercover" y/o "Nemesis" (hangul= Nemesiseu).
Fue dirigida por Kim Jin-min (김진민), quien contó con el apoyo del guionista Kim Ba-da (김바다). Mientras que la producción estuvo a cargo de Bae Joon-mo, Choi Myung-gyu y Yeom Jun-ho, quien contó con el productor ejecutivo Yoo Jeong-wan. Por otro lado, la edición estuvo en manos de Hwang Yi-seol.
En diciembre del 2020 se anunció que la serie había parado sus filmaciones, después de que un miembro del staff de la serie estuviera en la misma ruta que una persona confirmada con COVID-19. Después de esto, se anunció que el actor Ahn Bo-hyun ya se había realizado la prueba después de que un miembro del personal de otra serie no relacionada con Undercover, diera positivo a COVID-19 y que sus resultados habían dado negativo. Sin embargo, como medida de precaución Netflix anunció que habían decidido detener temporalmente las filmaciones, y que tanto el elenco como el equipo de producción junto con sus agentes, serían sometidos a pruebas, para posteriormente ponerse en cuarentena en casa.
La conferencia de prensa fue realizada el 5 de octubre de 2021.
La serie también contó con el apoyo de la compañía de producción Studio Santa Claus Entertainment.

### Recepción
La serie ocupó el tercer lugar entre las más vistas de Netflix entre el 20 y el 22 de octubre de 2021, según FlixPatrol. Según el actor Ahn Bo-hyun, en ello puede haber influido el éxito de Squid Game en la misma plataforma.

### Distribución internacional
La serie fue distribuida internacionalmente por Netflix.

## Premios y nominaciones
| Año  | Categoría    | Premios                  | Nominado(a) | Resultado |
| ---- | ------------ | ------------------------ | ----------- | --------- |
| 2022 | Best Actress | 58th Baeksang Arts Award | Han So-hee  | Nominada  |